# William Grindecobbe
William Grindecobbe ou William Grindcobbe foi um dos líderes camponeses durante a revolta camponesa de 1381. Conselheiro da cidade de St Albans, foi dono de propriedade substancial e descrito como um "herói" da revolta.

## Vida
Seu nome implica que era um moleiro de grãos. Foi um dos vários moleiros que participaram da revolta e foi descrito como eloquente e alfabetizado. Também foi sugerido que era um padre excomungado, possivelmente um ex-aluno da abadia de St Albans. Portanto, é possível que tenha sido motivado pelo menos em parte a se rebelar como resultado das pressões da tributação papal.
Junto com Wat Tyler e John Wrawe, ele foi um dos principais líderes dos camponeses durante a revolta de 1381, liderando as pessoas da cidade de St Alban em 15 de junho.
Foi executado em 1381, juntamente com John Wrawe e John Ball. Seu julgamento e execução foram supervisionados por Henrique Despenser.

## Papel na revolta camponesa
Durante a revolta camponesa de 1381, tornou-se conhecido por suas ações contra o senhor Thomas de la Mare, abade de St Albans. Liderou uma delegação ao rei Ricardo II, a quem os rebeldes encontraram em Mile End, "extorquindo" uma carta do rei ao abade, forçando-o a desistir das cartas reais que mantinha aos rebeldes. A multidão finalmente destruiu as cartas e uma parte da própria abadia.
Grindecobbe foi executado junto com outros líderes da revolta e, embora seu julgamento tenha sido considerado justo, também foi descrito tendo a natureza de um "julgamento experimental". Foi sugerido que ele fez um discurso do cadafalso, implicando John Wycliffe na rebelião.